# Palazzo de l'Almudaina
Il Palazzo reale dell'Almudaina (Palacio Real de La Almudaina in spagnolo, Palau de l'Almudaina in catalano), è una delle residenze dei re spagnoli; si trova sull'isola di Maiorca.
In posizione privilegiata, ai lati della cattedrale di Palma di Maiorca, il palazzo è la residenza ufficiale del re di Spagna durante i suoi soggiorni sull'isola.

## Storia e descrizione

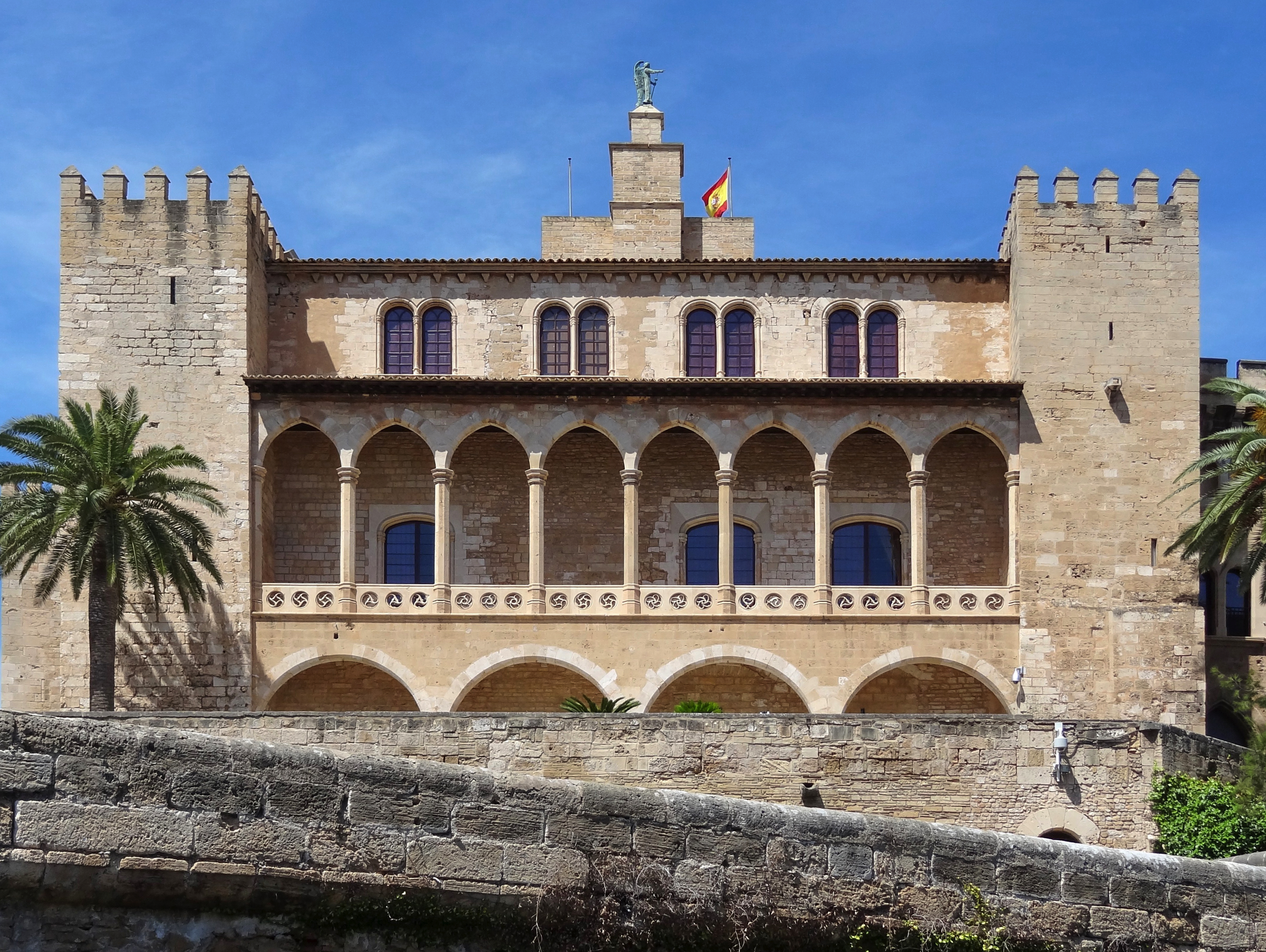
La loggia.

La costruzione dell'edificio, dall'aspetto gotico, fu voluta nel 1281 da Giacomo II di Maiorca, che chiese all'architetto Pere Salvá la radicale ristrutturazione di una precedente fortezza araba.